# Robert Häusser
Otto Haesler (Stoccarda, 8 novembre 1924 – Mannheim, 5 agosto 2013) è stato un fotografo tedesco.

## Biografia
Dopo aver prestato servizio volontario come fotoreporter studiò alla Graphische Fachschule di Stoccarda e alla Scuola di Arti Applicate di Weimar. Fin dagli inizi della sua attività si concentrò esclusivamente sulla fotografia in bianco e nero, e rifiutò la fotografia oggettiva a favore di una fotografia riflessiva, evocativa e tesa alla trascendenza.
Dal 1950 le sue opere sono state esposte in oltre 150 mostre personali. Ha ricevuto numerosi riconoscimenti, tra cui nel 1995 l'Hasselblad Award (primo tedesco ad essere insignito del premio). Si è ritirato dal mondo della fotografia con l'arrivo dell'era digitale.